# Бушуєв Денис Дмитрович
Денис Дмитрович Бушуєв  (рос. Денис Дмитриевич Бушуев, 15 лютого 1982, Ленінград) — російський футболіст, півзахисник. По завершенні кар'єри — футбольний тренер. Має німецьке громадянство.

## Быографія
Вихованець санкт-петербурзьких СДЮШОР «Кіровець» та «Зеніт». Перший тренер — Сергій Іванович Романов. У 1999 році виїхав до Німеччини, де грав за резервні команди «Герти», «Рот-Вайса» (Обергаузен) та клубу «Мюнхен 1860». 2005 року закінчив кар'єру гравця, так і не пробившись на професіональний рівень. Тим не менш Бушуєв залишився у структурі мюнхенського клубу і працював у системі клубу, спочатку з юнацькими і резервними командами, а потім скаутом, асистентом головного тренера, а 2016 року недовго був виконувачем обов'язків головного тренера основної команди «Мюнхен 1860», що грала у Другій Бундеслізі.
У квітні 2018 року увійшов до штабу Олександра Кержакова в юнацькій збірній Росії (гравці 2001 р. н.), але вже у січні 2019 року покинув посаду через розбіжності з Кержаковим.
28 травня 2020 року призначений головним тренером клубу «Ленінградець» з третього російського дивізіону. 29 квітня 2021 Бушуєв залишив посаду за взаємною згодою. Під керівництвом Бушуєва «Ленінградець» провів 21 матч у Першості ПФЛ, здобув 11 перемог, 5 матчів завершив унічию, 5 програв, а також видав серію із семи переможних матчів — найтривалішу в історії клубу. Крім того, наша команда провела 4 кубкові зустрічі, вперше в клубній історії пробившись в елітний груповий раунд Кубка Росії..